# Famille de Galliffet
 (avril 2019).
Si vous disposez d'ouvrages ou d'articles de référence ou si vous connaissez des sites web de qualité traitant du thème abordé ici, merci de compléter l'article en donnant les références utiles à sa vérifiabilité et en les liant à la section « Notes et références ».
Pour les articles homonymes, voir De Galliffet.
La famille de Galliffet est une famille noble éteinte de nos jours. Sa filiation est connue depuis 1549. Fixée depuis le XVIe siècle en Provence. Sa branche cadette s'est éteinte en 1825.

## Histoire
Le mémoire succinct dressé par Clairembault pour l'admission du marquis de Galliffet aux honneurs de la cour en 1753, se contente de dire que cette maison est issue de Guillaume de Galliffet, vivant en 1549, et tige commune des deux branches du Dauphiné et de Provence. 
Gustave Chaix d'Est-Ange écrit que le patronyme Galliffet a été porté par des familles en Dauphiné et en Provence dont il n'est pas prouvé une origine commune.

## Personnalités
- Guillaume de Galliffet, épouse Jeanne de Louat, dont le père, Guillaume de Louat, était seigneur de Miribel. Il a de cette union :
  - Georges II, qui continue la descendance directe, transplantée en Provence à la génération suivante ;
  - Jacques de Galliffet, châtelain de Miribel, auteur de la branche cadette qui reste en Dauphiné et qui s'est éteinte. Son dernier descendant Louis-François, baron de Galliffet, lieutenant général en 1814 et commandeur de Saint-Louis en 1821, avait été admis aux honneurs de la cour en 1784. Il a épousé Marie Bernardine Justine de Froissard, dont il n'a pas laissé de postérité.
- Georges II de Galliffet comparait à la montre des nobles du bailliage de Graisivaudan le 26 juin 1524, à Romans, devant le vicomte de Clermont. Il est capitaine châtelain de Saint-Laurent-du-Pont et de la Marche d'Entremonts. De son mariage avec Françoise de Monteil il a entre autres enfants :
- Jacques II de Galliffet, qui continue la descendance directe. S'étant battu en duel, il est forcé de fuir en Dauphiné et d'aller chercher un asile en Avignon en 1540.
- Alexandre de Galliffet, premier du nom, fils du précédent, fit constater par une enquête juridique la noblesse et l'ascendance de sa famille. Il fut chargé de commissions importantes par les rois Charles IX et Henri III, et fut employé, en 1589 dans les négociations de paix avec le duc de Savoie.
- Alexandre II de Galliffet, seigneur du Tholonnet et d'Honon, terre qui est située dans le comtat Venaissin, et qui a pris le nom de Galliffet, épousa en 1614 Lucrèce de Trichaud, fille d'un président aux enquêtes du parlement de Provence. Son beau-père résigna son office en sa faveur. Alexandre de Galliffet est député par le parlement auprès du roi en 1632 et 1640, et contribua à la reprise des îles Saint-Honorat et Sainte-Marguerite sur les Espagnols par les secours d'hommes et d'argent qu'il fournit au comte d'Harcourt. Il laisse deux fils : Pierre II, qui suit, et Jacques III, auteur de la seconde branche.
- Pierre II, seigneur d'Honon et de Galliffet, épousa Marguerite de Bonfils, dont il eut entre autres enfants :
  - Joseph de Galliffet, d'abord capitaine au régiment de Champagne, puis commandant de L'Île de la Tortue et gouverneur de l'Île Sainte-Croix aux colonies françaises. il meurt en 1706, sans alliance, et laisse une fortune de 200 000 livres dont il ordonne de former un majorat dans le comtat Venaissin en faveur des aînés de la famille de mâle en mâle, à l'exclusion des filles ; Joseph de Gallifet est baptisé sur Aix en Provence, paroisse Ste Madeleine le 25 février 1655, ce même jour sont aussi baptisés Alexandre (ci-dessous) âgé d'environ 6 ans et ondoyé à sa naissance sur Riez & sa sœur Lucrèce âgée d'environ 10 ans, ondoyé sur St Sauveur à sa naissance
  - Alexandre de Galliffet, lieutenant de vaisseau du roi, il meurt en 1719, après avoir ordonné par testament de prélever sur ses biens 200 000 livres pour doubler le majorat établi par son frère ; il n'a qu'un fils, Louis-François de Galliffet. En Touraine, ce dernier enrichit beaucoup le patrimoine de la famille par ses acquisitions dans la première moitié du XVIIIe siècle, il se rendit adjudicataire en 1739 de la baronnie de Preuilly (Indre-et-Loire), appartenant à la famille le Tonnelier de Breteuil, qui l'avait acquise de César de Vendôme. Il la vend en 1769 au marquis de Sancé. Louis-François de Galliffet posséda également le château et la seigneurie d'Azay-le-Ferron[2]. Louis-François de Galliffet consacra 2 millions de son immense fortune à l'achat de la principauté de Martigues, et meurt sans postérité, laissant pour héritier Simon Alexandre Jean de Galliffet, représentant de la seconde branche ;
  - Philippe de Galliffet, dont le fils Philippe Christophe, comte de Galliffet, maréchal de camp en 1759, se distingue pendant la guerre de Sept Ans, et mourut d'une attaque d'apoplexie quelques jours après la bataille de Minden. Le comte de Galliffet avait épousé Marie de Lévis, dont il n'eut que deux filles Marie-Louise de Galliffet, qui épouse son cousin, chef de la seconde branche, rapportée ci-après ; et Marie-Antoinette de Galliffet, née en 1757, mariée au duc de Richelieu, et mère de la marquise de Jumilhac et de la marquise de Montcalm.
- Jacques III de Galliffet, frère puîné de Pierre II, forma la seconde branche, celle des seigneurs du Tholonnet, princes de Martigues, et est président au parlement de Provence par résignation de son père. Il épousa Marguerite Augustine de Septesmes, veuve d'Antoine de Villages, et en eut, entre autres enfants :
- Nicolas de Galliffet, capitaine de marine, major de la ville de Toulon et chef d'escadre des armées navales, chevalier de Saint-Louis, mort en 1744.

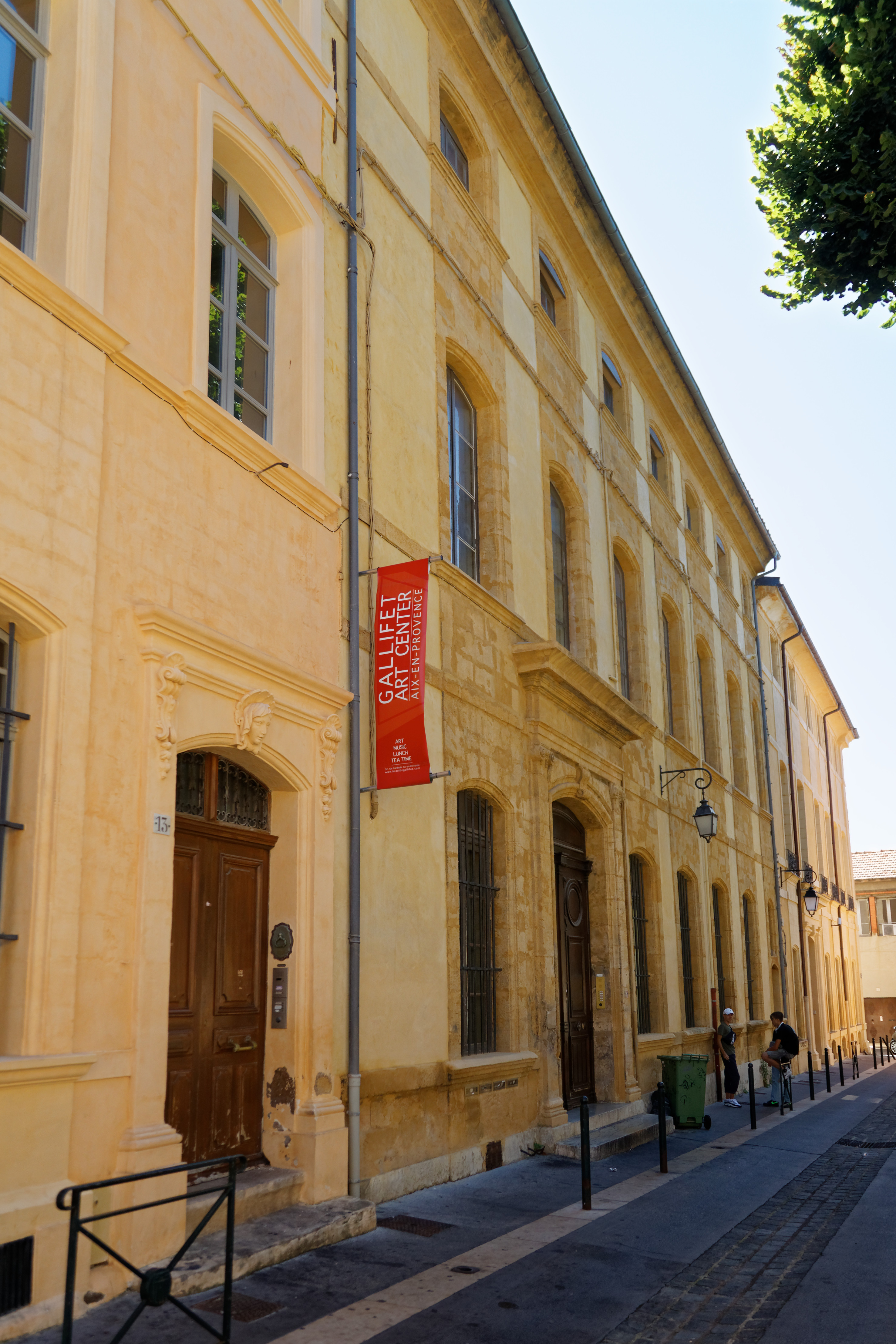
L'hôtel de Gallifet, à Aix-en-Provence, devenui propriété de la famille à la suite du mariage entre Madeleine de Léotard d'Entrages et Simon Alexandre Jean de Gallifet.

- Simon Alexandre Jean, marquis de Galliffet, né le 22 juin 1716, président de chambre au parlement de Provence, il hérite de la principauté de Martigues et du majorat de sa famille par l'extinction de la branche aînée. Il fait construire l'hôtel de Galliffet, dans le 7e arrondissement de Paris. Il épouse Madeleine de Léotard d'Entrages, dont il eut :
- Louis François Alexandre, marquis de Galliffet, prince de Martigues, marquis de Buoux et de Salernes, baron de Berre, seigneur du Tholonnet, etc., lieutenant général des armées du roi, chevalier de Saint-Louis, qui épousa 1° sa cousine Marie-Louise de Galliffet, dont il ne laissa pas de postérité mâle 2° Marie Joséphine Laure, fille du marquis de Lestang-Parade, dont il eut un fils qui suit :
- Alexandre Justin Marie, marquis de Galliffet, prince de Martigues, officier de la Légion d'honneur, chevalier de Saint-Louis, Chevalier de Malte, du Phénix de Hohenlohe et de Saint-Ferdinand d'Espagne, né le 25 mars 1790, décédé en avril 1854, est nommé commissaire du roi Louis XVIII, sur l'extrême frontière de Belgique en 1815. Le marquis de Galliffet, dont le gouvernement de l'empereur avait mis la tête à prix, somme la ville de Valenciennes de reconnaître l'autorité du roi le jour même où le colonel Gordon, chargé de la même mission à Condé, est fusillé sous les murs de cette place. Il reçoit en cette circonstance la croix de Saint-Louis, et la ville d'Armentières lui fait don d'une épée d'honneur. Le marquis de Galliffet se distingue encore pendant la campagne d'Espagne de 1823 à Saint-Sébastien et à Santana, où il reçoit pour action d'éclat la croix d'officier de la Légion d'honneur. Il est nommé colonel du 4e dragons à l'époque du sacre de Charles X et se retire du service en 1830. Marié 24 avril 1810 à Adélaïde des Roys-d'Asport, veuf 21 août 1822, remarié 22 novembre 1825 à Marie Victoire Auguste Baulde de la Vieuville, née le 31 décembre 1805, fille du marquis de la Vieuville, membre de la Chambre des pairs sous la Restauration.
  - Du premier lit :
    - Valentine Joséphine Marie Louise de Galliffet, née à Aix le 20 août 1812, qui épouse en 1835 Etienne de Robin, marquis de Barbentane.

  - Du second lit :
    - Gaston Alexandre Auguste, marquis de Galliffet (1830-1909). Général pendant la Commune, ministre de la Guerre dans le gouvernement Waldeck-Rousseau. Sa carrière ministérielle est marquée par ses positions impopulaires pendant l'Affaire Dreyfus. Il épouse en octobre 1859 Florence Georgina Laffitte, fille de Charles Laffitte et petite-nièce du banquier Jacques Laffitte. Ils ont trois enfants :
      - Charles de Galliffet (1860-1905) qui épouse en novembre 1890 Frances Stevens (1868-1956). Ils ont trois enfants :
        - Marguerite de Galliffet (1893-1981) qui épouse Jehan de Jouffroy-Gonsans (1890-1932), dont Charles de Jouffroy-Gonsans (1921-2012)
        - Gaston de Galliffet, dit « le prince de Martigues » (1898-1979) qui épouse en 1952 Arlette de Vanssay (1897-1967), sans postérité.
        - Jacqueline de Galliffet (1903-1942) qui épouse en 1926 le comte Gabriel de Rochechouart de Mortemart.

      - Marguerite de Galliffet (1863-1898) qui épouse Alexandre, baron Seillière.
      - Marius de Galliffet (1869-1919). Mort pour la France.

    - Marguerite Joséphine Marie Louise de Galliffet (1826-) qui épouse en 1847 le comte Charles Louis Xavier de Vassinhac d'Imécourt.

### Branche du Dauphiné
- Joseph-Marie de Galliffet, né le 21 septembre 1751 à Lépin et mort à Marseille le 9 décembre 1938, contre-amiral, chevalier de l'ordre royal et militaire de Saint-Louis (1782)[3]. Naturalisé français, le 6 août 1817[4].

Les papiers personnels de la maison de Galliffet sont conservés aux Archives nationales sous la cote 107 AP